# زاموئل فن پوفندرف

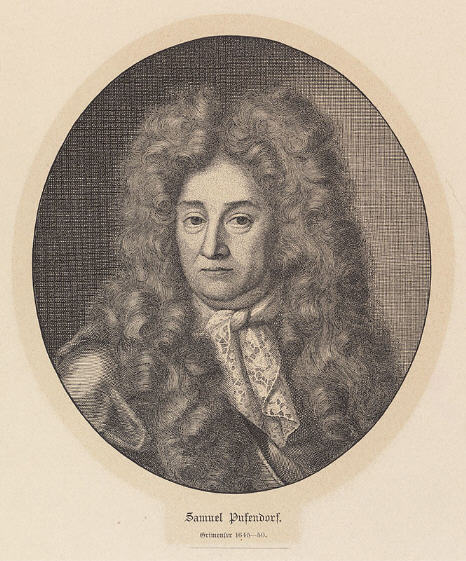
ساموئل فن پوفندرف، اندیشمند و محقق آلمانی

ساموئل فن پوفندرف (آلمانی: Samuel von Pufendorf؛ زادهٔ ۸ ژانویهٔ ۱۶۳۲ – درگذشتهٔ ۱۳ اکتبر ۱۶۹۴) حقوق‌دان، فیلسوف سیاسی، اقتصاد‌دان و تاریخ‌دان اهل آلمان بود.
او چند ماه پیش از مرگ خود در سن ۶۲ سالگی، توسط کارل‌یازدهم، شاه سوئد؛ ملقب به بارون شد. در میان دستاوردهای پوفندرف می‌توان به دیدگاه‌ها و نظریات او دربارهٔ قانون طبیعی و تاثیر بر ایده‌های افرادی همچون توماس هابز و هوگو گروتیوس اشاره نمود.